# Rafał Tomczak
Rafał Tomczak, pseudonimy: Otoczak, Tomaz (ur. 1977 w Żaganiu) – rysownik komiksów, grafik, fotograf.

## Twórczość
Twórca serii komiksów Bi Bułka, Helektor, Lolo Flesz. Współtwórca (wraz z Olafem Ciszakiem) serii Karsten Storoż. Jest autorem m.in. Czarnego Padołu (7 numerów), Beczki prochu, Białej brwi, Historii wakacyjnej miłości, Jam nie jest, Otoczaka – żywego zina, Rycerza jutrzenki, Twarzy, Upiora w słoju, Zwały, czyli ucieczki z Ostseebad Prerow. Wieloletni współpracownik magazynu Ziniol. Opublikował ogromną liczbę komiksów oraz ilustracji m.in. w magazynach i czasopismach „AQQ”, „Mać Pariadka”, „Recykling Idei”, „Rita Baum” oraz Maszinie, Urwę Kóórki, C.L.Z., Desperacie, Eko-Arcie, Jarzmie, Mięsie, Qriozum, Planecie Underground, Takerze, Zinie Strachu.

## Albumy (wybór)
- Życie płonie (wyd. 1998)
- Bi Bułka i otoczka otoczaka wyd. Timof i cisi wspólnicy 2007r.[2]
- Bi Bułka i pierogi ruskie  wyd. Timof i cisi wspólnicy 2009r.[3][4]
- Bi Bułka i Profesor Sztuka  wyd. Ważka 2012r.[5]

## Wystawy (wybór)
- 1994–1998 – wystawy w ramach Ogólnopolskiego Konwentu Twórców Komiksu w Łodzi
- 1997 – „TYNK” – MDK Muflon, Jelenia Góra
- 1998 – „Paradoks człowieka z Za” – Żagański Pałac Kultury
- 2005 – „Polski komiks undergroundowy. Machłajewski, Śmieciuszewski, Tomczak” – TRACH, Lublin
- 2010 – „Zielona z Jelenią mylą mi się” – Galeria BWA w Jeleniej Górze[6]
- 2014 – „Rycerz jutrzenki” (wystawa indywidualna) – Galeria BWA w Jeleniej Górze[7]
- 2016 – „Magma. La Bande Dessinée Polonaise contemporaine”, Lieu d’Europe, Strasbulles – Festival Européen de la Bande Dessinée, Strasbourg[8]
- 2020/2021 – „Польский комикс на фестивале «КомМиссия» в Москве”, Moskwa[9][10]
- 2022 – „La bande dessinée polonaise au Festival d’Angoulême”, Angoulême[11]
- 2024 – "El cómic polaco aterriza en Barcelona", Comic Barcelona[12]
- 2025 – "El cómic polaco aterriza en España", Pałac Quintanar, Segowia